# セレン化カリウム
セレン化カリウム(Potassium selenide)は、セレンとカリウムから構成される化学式K2Seの無機化合物である。

## 合成
セレンとカリウムの反応で合成できる。2つの元素が液体アンモニア中で反応すると、高純度になる。

## 結晶構造
立方晶の逆蛍石型構造を持つ。